# Getúlio Vargas
Getúlio Dornelles Vargas (São Borja (Rio Grande do Sul), 19 april 1883 – Rio de Janeiro, 24 augustus 1954) was een Braziliaans president.
Naar deze president werden de gemeente Getúlio Vargas en een beroemde diamant vernoemd.

## Achtergrond
Getúlio Vargas stamde uit een oud en voornaam Braziliaans geslacht uit Rio Grande do Sul. Zijn familie had connecties met de caudillo (politieke baas) van de deelstaat Rio Grande do Sul. Getúlio Vargas was aanvankelijk militair, maar studeerde later rechten en promoveerde in 1907. Daarna werd hij advocaat. Later was hij openbaar aanklager van Porto Alegre.
In 1909 werd Vargas in de Kamer van Afgevaardigden van Rio Grande do Sul gekozen voor de Republikeinse Partij. In 1913 stelde hij zich niet kandidaat, en was enige tijd werkzaam als advocaat. Van 1917 tot 1922 was Vargas opnieuw lid van de Kamer van Afgevaardigden van Rio Grande do Sul. In 1923 werd hij voor de republikeinen in de Federale Kamer van Afgevaardigden gekozen. Van 1926 tot 1928 diende hij als minister van Financiën onder president Washington Luís.
In 1928 werd Vargas president van de deelstaat Rio Grande do Sul. Als president van Rio Grande do Sul voerde hij krachtig oppositie tegen de centrale overheid en tegen de corruptie. Hij sprak zich uit voor de invoering van geheim stemrecht.

## Eerste termijn als president
Bij de landelijke presidentsverkiezingen van 1930 werd Vargas als kandidaat voor de Liberale Alliantie door Júlio Prestes - de vicepresident - verslagen.
In oktober 1930 brak er een revolutie uit tegen de centrale regering in Rio de Janeiro. Veel mensen uit de middenklasse, boerenstand en uit de arbeidersklasse waren ontevreden over het oligarchische beleid van de regering, die vooral de grootgrondbezitters en herenboeren begunstigde. De Militaire Junta die na de revolutie aan de macht kwam, benoemde Getúlio Vargas tot interim-president. Hoewel Vargas aanvankelijk gezien werd als een kandidaat van de bourgeoisie, ontpopte hij zich spoedig tot populist. Via staatsinterventie in de economie en door het opzetten van grote werkgelegenheidsprojecten wist hij de arbeiders voor zich te winnen en de economie weer op de rails te krijgen. Hij voerde een modern sociaal beleid en Brazilië werd geïndustrialiseerd. Presidenten en gouverneurs van deelstaten die het niet eens waren met zijn beleid, of die te weinig meewerkten, werden vervangen door interventors, die het bestuur waarnamen en het beleid van de centrale regering in Rio de Janeiro uitvoerden.
Een militaire coup, gericht tegen Vargas in 1932, werd onderdrukt.
In 1933 werd Vargas tot president herkozen, en liet hij een nieuwe grondwet opstellen. In 1934 werd de nieuwe grondwet (Estado Novo) aangenomen. Voortaan werd Brazilië een corporatieve staat. De grondwet leek sterk op die van de Portugese premier Antonio de Oliveiro Salazar. Er werd gestreefd naar brede samenwerking tussen de arbeiders (werknemers) en de werkgevers. De beroepsgroepen werden ondergebracht in syndicaten (corpora's) waarin zowel werkgevers als werknemers zitting hadden.
In 1935 kwamen communisten in opstand tegen de regering-Vargas. De opstand werd snel onderdrukt en de communisten onder leiding van kolonel Luís Carlos Prestes vluchtten de jungle in, waar ze aan een 'Lange Mars' begonnen. Dankzij de communistische couppoging, riep Vargas de staat van beleg uit en verkreeg hij grote macht. Op 10 november 1937 pleegde Vargas een staatsgreep en trok alle macht naar zich toe.
Vargas' nationalisme en corporatisme deden ook wel wat denken aan het Italiaanse en Duitse fascisme. Het was daarom niet verwonderlijk dat Hitler zinspeelde op het idee om Brazilië te betrekken in een bondgenootschap (As-Berlijn-Rome-Tokio). Vargas was echter geen fascist, en ging niet in op Hitlers pogingen om samen te werken met Vargas.
Probeerden buitenlandse fascisten Vargas over te halen om met hen een bondgenootschap aan te gaan, binnenlandse fascisten zagen Vargas liever gaan dan komen. In 1938 bestormden de Braziliaanse fascisten, de integralisten, het presidentiële paleis van Vargas in Rio.
Tijdens de Tweede Wereldoorlog hield hij Brazilië aanvankelijk buiten de strijd en begon hij een pro-Amerikaanse koers te varen. Hij verbrak de relaties met de As-staten. Op 22 augustus 1942 verklaarde Brazilië de oorlog aan Duitsland en Italië. In 1944 beloofde hij een terugkeer naar de democratie. In oktober 1945 werd Vargas bij een staatsgreep afgezet.

## Tweede termijn als president
Nadat Vargas was afgezet, werd hij senator en voorzitter van de Arbeiderspartij. Hij bleek echter nog een grote schare aanhangers te hebben. Bij de verkiezingen van 1950 werd Vargas als kandidaat voor de Arbeiderspartij tot president van Brazilië gekozen.
In 1951 presenteerde Vargas een tienjarenplan om de economie erbovenop te helpen. Het plan werd bekritiseerd door zowel links als rechts. Tijdens zijn tweede presidentschap verhoogde hij de inkomens van de onderlaag van de bevolking en probeerde hij buitenlandse investeerders aan te trekken. In 1954 vormden tegenstanders van Vargas een oppositiepartij, de Nationaal Democratische Unie. Ook de militairen waren ontevreden over het regime. Een moordaanslag op een journalist van de oppositie was aanleiding voor het leger om zijn aftreden te eisen. Aanvankelijk weigerde Vargas, maar op 23 augustus 1954 gaf hij aan dat hij voor 90 dagen zou terugtreden. Op 24 augustus 1954, om 08:30 uur plaatselijke tijd, pleegde Vargas echter met succes zelfmoord.